# Provincia Luanda
Luanda este o provincie în Angola.